# Angelina Köhler
Angelina Köhler, född 12 november 2000, är en tysk simmare.

## Karriär
I februari 2024 vid VM i Doha tog Köhler guld på 100 meter fjärilsim.